# Pteronarcys scotti
Pteronarcys scotti is een steenvlieg uit de familie Pteronarcyidae. De wetenschappelijke naam van de soort is voor het eerst geldig gepubliceerd in 1952 door Ricker.